# 熱帶風暴啟德 (2017年)
熱帶風暴啟德（英語：Tropical Storm  Kai-tak，國際編號：1726，聯合颱風警報中心：WP322017，菲律賓大氣地球物理和天文服務管理局：Urduja）是2017年太平洋颱風季第26個被命名的熱帶氣旋。「啟德」一名由香港提供，意思是舊啟德機場或啟德遊樂場，現在持續使用此名稱的還有啟德發展區和啟德隧道。因在菲律賓造成災難性破壞，而在隔年第50屆颱風委員會年會申請除名，並在次年第51屆颱風委員會會議中通過由「鴛鴦」替代。

## 發展過程
一低壓區於12月12日增強為一熱帶低氣壓，但移速相對地緩慢，在菲律賓以東海域徘徊並逐漸增強。各部門先後將其升格為熱帶風暴，日本氣象廳將其命名為啟德。16日下午4時，啟德登陸菲律賓並開始加速西移。受到地形破壞，多間氣象部門先後將啟德降格為熱帶低氣壓，但部分認為啟德移入南海南部後將會再度增強。17日下午5時移離菲律賓並進入南海南部。但由於南海南部的條件不利，因此各部門皆撤回此預測。不過，在19日凌晨2時，香港天文台把啟德再度升格為熱帶風暴。同時，啟德的深層對流也快速的捲入低層環流中心，並逐漸組成一中心密集雲團 （页面存档备份，存于）。不過受到北方強烈冷空氣、越南陸地及位於其東方的天秤等三者的作用影響，中心密集雲團在建構後不久即宣告瓦解。
12月21日下午，聯合颱風警報中心把啟德再度降格為熱帶低氣壓，香港天文台也在晚上7時45分把啟德降格為熱帶低氣壓。
12月22日凌晨3時，聯合颱風警報中心對啟德發報最後警報。上午8時，臺灣中央氣象局把啟德降格為熱帶性低氣壓。下午2時，馬來西亞氣象局指啟德已在南海南部消散。

## 影響

### 菲律賓
啟德吹襲菲律賓東部和中部，菲律賓國家救災機構指出，截至12月22日，風災造成54人死亡，24人失蹤，失蹤人士生還的機會渺茫。啟德在中部的比利兰省引發嚴重的土石流，該省災難風險縮減暨管理部門官員表示，比利蘭省在這次風災中的災情最為嚴重。在54名死者當中，比利兰省佔30人。風暴在菲律賓造成21.7億披索的經濟損失，折合約4350萬美元。

### 南沙群島
12月18日，在冷空氣和啟德的共同影響下，台灣海峽、台灣以東海域、巴士海峽、南海大部分海域出現7級至8級、陣風達9級的強風。有見及此，中央氣象台和中國海上搜救中心提醒：受強風影響，在海域航行、作業的船舶和人員應回港避風，防止船舶走錨、擱淺和碰撞。而相關部門亦應加固港口設施，充分做好防範準備。

### 汶萊
汶莱气象局提醒市民在来临的雨季采取必要的措施和防范行动，該局将持续监察天气情况，必要时将会发出天气警报。該局表示，在菲律宾东部形成的啟德预计会向西直接影响菲律宾，將不會影響該國，但预计会为該国带来间接性的暴雨和时速40公里的强风。強风和暴雨有可能会使低洼地区发生洪灾和山崩，同时亦会让汶莱水域发生涨潮。

### 馬來西亞
受啟德影響，馬來西亞氣象局向玻璃市、吉打、檳城、霹靂州、吉蘭丹、登嘉樓、沙巴和砂拉越八個州屬發出黃色暴雨警報。
啟德在19日晚為砂拉越帶來大量雨水，又遇上高達2.9米的大潮汐，海面波濤洶湧，沿海地區出現水浸，兩處路段昨晚交通中斷。美里消防與拯救局今早證實，19日晚10時之後出現的大潮汐，造成通往瓜拉峇南舊路甘榜巴都沙杜前路段的海潮湧現路面，導致許多木材及雜物堆積馬路。另外，貫通羅東與卑爾騷自然保護區的海邊道路，以及附近的甘榜阿比阿比受大潮汐影響，水浸如「汪洋」，導致該處道路的交通中斷。附近的甘榜史納丁再也有部分地區在翌日早上仍被水淹沒，水深逾2尺。
19日午後開始出現間隔性大雨，造成峇南內陸雙溪阿卡河上游弄勒浪發生洪災，兩座長屋底樓被上漲的阿卡河水淹沒逾2尺。另外在民都魯，連續兩天有豪雨來襲，導致民都魯多處地區的水位上漲，部分住戶面臨洪災的困擾。不曾受难的丹絨峇都和芝巴區的房屋及市區碼頭在當晚也被水浸，部分居民被迫搬離到避难中心安頓，水位也在翌日早上下降。
而東馬砂拉越林夢亦在19日晚下起傾盆大雨，導致山水來不及排出而流向馬路，一輛轎車在行駛中遭山水沖向馬路旁，車內一對夫婦第一時間逃出車外，但妻子因不諳水性而不幸遇溺身亡，丈夫則逃出生天
。

### 香港
熱帶風暴啟德疊加強烈寒潮令天文台在12月18日錄得全年最低氣溫9.8度，是4年來首次在12月氣溫跌破10度。

## 名称退役
由于啟德在菲律賓造成災難性破壞，為此颱風委員會決定將「啟德」除名，新名由「鴛鴦」取代（落選者為「爐峰」和「太極」）。

## 熱帶氣旋警告使用紀錄

### 菲律賓
| 菲律賓大氣地球物理和天文服務管理局 風暴信號 | 菲律賓大氣地球物理和天文服務管理局 風暴信號 | 菲律賓大氣地球物理和天文服務管理局 風暴信號 |
| ------------------------------------------- | ------------------------------------------- | ------------------------------------------- |
| 上一熱帶氣旋                                | 一號風暴信號                                | 下一熱帶氣旋                                |
| 熱帶風暴鴻雁                                | 一號風暴信號                                | 颱風天秤                                    |
| 熱帶風暴海葵                                | 二號風暴信號                                | 颱風天秤                                    |

## 外部連結
| 太平洋颱風季             |
| 主題頁 - 專題 - 編輯指南 |

- （英文）颱風2000：各氣象部門對啟德的預測路徑集合 （页面存档备份，存于）
- （英文）美國太空總署：相關資料 （页面存档备份，存于）
- （英文）美國聯合颱風警報中心：32W最佳路徑數據 （页面存档备份，存于）、最佳路徑圖 （页面存档备份，存于） （页面存档备份，存于）
- （英文）美國海軍研究實驗室：32W檔案 （页面存档备份，存于）
- （繁體中文）臺灣交通部中央氣象局：颱風資料庫——
- （繁體中文）香港天文台：2017年12月熱帶氣旋概述 （页面存档备份，存于）、實時天氣稿（12月12日 （页面存档备份，存于）－13日 （页面存档备份，存于）－14日 （页面存档备份，存于）－15日 （页面存档备份，存于）－16日 （页面存档备份，存于）－17日 （页面存档备份，存于）－18日 （页面存档备份，存于）－19日 （页面存档备份，存于）－20日 （页面存档备份，存于）－21日 （页面存档备份，存于））
- （英文）菲律賓大氣地球物理和天文管理局：熱帶氣旋發佈存檔 （页面存档备份，存于） （页面存档备份，存于）
- （日語）日本氣象廳：數位颱風網資料（日文版 （页面存档备份，存于）、英文版 （页面存档备份，存于））、1726最佳路徑數據（日文版 （页面存档备份，存于）、英文版）、2017年熱帶氣旋最佳路徑圖（日文版 （页面存档备份，存于）、英文版 （页面存档备份，存于））、2017年熱帶氣旋最佳路徑數據 （页面存档备份，存于） （页面存档备份，存于）

| 前任 2012年 | 太平洋颱風季名稱 啟德 Kai-Tak | 替換為 颱風鴛鴦 |